# チャコとケンちゃん (1982年のテレビドラマ)
『チャコとケンちゃん』は、1982年3月4日から同年9月30日までTBS系列（日本テレビ系列の南海放送を含む）の毎週木曜19:30 - 20:00（JST）に放送された児童向けドラマである。全31回。

## 概要
『ケンちゃんシリーズ』第14作であり最終作。
本作では新たにチャコが主人公となり（にもかかわらず本作は『ケンちゃんシリーズ』とされている）、前作でケンジを演じた宮沢公二が3代目のケンイチとなる。そしてタイトルは1968年放送の『チャコとケンちゃん』と同じだが、前作のリメイク作品ではなく全くのオリジナル作品となっており、舞台はハンバーガー屋、そしてそれまでの「道徳的ドラマ」から一変、ドタバタコメディのような演出が採り入れられた。
しかし本作は、全31回というシリーズ最短の放送期間と話数（『チャコちゃんシリーズ』では『チャコちゃん社長』の全12回がある）で終了。これをもって1962年10月の『パパの育児手帳』から20年（一時中断もあり）にわたって続いた『チャコちゃんシリーズ→ケンちゃんシリーズ』の歴史に幕を降ろした。

## 出演者
- チャコ：久米敬子
- ケンイチ：宮沢公二
- お父さん：高津住男
- お母さん：岸久美子
- おばあちゃん：風見章子
- 夢見：二瓶正也
- 手柄巡査：坂本新兵
- 高瀬巡査：猪狩敬一
- 代田のおばさん：楠トシエ
- 代田のおじさん：福原圭一
- デンさん：大谷淳
- ヨリ子さん：白石のり子
- シマッタさん：室井滋
- クリさん：木下和佳
- ケートさん：ケイコ高橋
- アキ：坂上亜樹
- 岡田美佐子
- マチコ：清水千恵子
- タロウ：瀬上太郎
- ユミ：飯塚雅弓
- サナエ：遠藤美絵
- ハルオ：萩原等司
- ナツコ：上間菜都
- ミツル：東部貴臣

ほか

## スタッフ
- プロデューサー：杉山茂樹、鎌倉悦男、忠隈昌（TBS）
- 脚本：多地映一、三宅直子、大石隆一 他
- 音楽：牧野由多可
- 撮影：秋元茂
- 照明：加藤角三
- 録音：沼田春雄
- 整音：渋谷明憲
- 美術：儘田敏雄
- 編集：池月正
- 選曲：境野富夫
- 助監督：白石真一 他
- 制作主任：小島高治
- 現像：TBS映画社
- 技術指導：Meijiサンテオレ
- 制作担当者：西島孝恒
- 監督：柴田吉太郎、曽根義隆
- 制作：TBS、国際放映

## 主題歌
「びっくりスター」
- 作詞：よこすか朱美／作曲・編曲：井上大輔／歌：19BOX（ジューク・ボックス）（テイチクレコード）

## サブタイトル
1. 1982年3月4日 「走れ! ハンバーガーきょうだい」
2. 1982年3月11日 「ドライブ大冒険!!」
3. 1982年3月18日 「ボクの遊び方は?」
4. 1982年3月25日 「いたずら大作戦!!」
5. 1982年4月1日 「塾は塾でも音楽塾」
6. 1982年4月8日 「マラソン各駅停車」
7. 1982年4月15日 「こどもと大人の大戦争!!」
8. 1982年4月22日 「なぜ柔道を習いたいの?」
9. 1982年4月29日 「パトカーに乗ったゾー!!」
10. 1982年5月6日 「家出をしたボク･･･」
11. 1982年5月13日 「わたしのハートはメチャンコルンルン!!」
12. 1982年5月20日 「フシギな不思議な女の子!?」
13. 1982年5月27日 「とんだモデル騒動」
14. 1982年6月3日 「カメとラブレター」
15. 1982年6月10日 「悪いコトバをつかったら･･･」
16. 1982年6月17日 「ツッパリ挑戦状!!」
17. 1982年6月24日 「魔法のランプ物語」
18. 1982年7月1日 「仲直りの方法は?」
19. 1982年7月8日 「お母さんに会いたい!!」
20. 1982年7月15日 「大変!!アタシが男でボクが女!?」
21. 1982年7月22日 「夏休みの計画は?」
22. 1982年7月29日 「見つけた! 自転車泥棒」
23. 1982年8月5日 「お母さんは魔女!?」
24. 1982年8月12日 「オーイ! 富士山!!」
25. 1982年8月19日 「どうして? お願い! 教えて!!」
26. 1982年8月26日 「涙で作った夏休みの工作」
27. 1982年9月2日 「さがしもの大騒ぎ」
28. 1982年9月9日 「早く大人になりたい!!」
29. 1982年9月16日 「鏡の中にいるのはダーレ?」
30. 1982年9月23日 「お店が大変ダー!!」
31. 1982年9月30日 「あしたに向って」

## 放送局
- TBS：木曜 19:30 - 20:00
- 北海道放送：木曜 19:30 - 20:00[1]
- 山形放送：土曜 17:00 - 17:30[2]
- 東北放送：木曜 19:30 - 20:00[3]
- 福島テレビ：木曜 19:30 - 20:00[3]
- 新潟放送：木曜 19:30 - 20:00[3]
- 南海放送